# Зеніт (Володимир-Волинський)
«Зеніт» — радянський український футбольний клуб з міста Володимир-Волинський (УРСР). Найсильніша аматорська команда Волинської області в першій половині 60-х років XX століття. Багаторазовий учасник Кубку Прикарпаття.

## Хронологія назв
- 194?—194?: Будинок Офіцерів (Володимир-Волинський)
- 194?—1962: Команда міста Володимир-Волинський
- 1963—1965: «Зеніт» (Володимир-Волинський)

## Історія
Футбольна команда Будинок Офіцерів була заснована у Володимир-Волинському не пізніше 1947 року. Цього року команда з Володимир-Волинська зіграла товариський матч проти луцького «Динамо», в якому поступилася з рахунком 0:15. Наступного сезону виступав у 9-й зоні чемпіонату Волинської області, де посів передостаннє 4-е місце серед 5-и команд-учасниць (1 перемога, 1 нічия та 2 поразки), й не зміг кваліфікуватися до фінальної частини обласного чемпіонату. У 1949 році «офіцери» досягли першого вагомого успіху, стали срібними призерами чемпіонату Волинської області. У 1950 та 1951 роках «армійці» повторили свій успіх. А в 1952 році завоювали перший трофей на обласному рівні — кубок Волині. У 1953—1955 роках футбольна команда Новоград-Волинського не була серед лідерів обласних змагань.
У 1956 році «Будинок офіцерів» (Володимир-Волинський) вперше виграє чемпіонат Волинської області, а наступного року повторює це досягнення. Після річної перерви, команда міста Володимир-Волинський двічі поспіль стає віце-чемпіоном Волині. У 1959 році «городяни» дебютували в 10-й зоні чемпіонату УРСР серед КФК, де посіли 6-е місце серед 8-и команд-учасниць (4 перемоги, 4 нічиї та 6 поразок). На початку 1960-х років команда з Володимира-Волинського стає найсильнішим аматорським колективом Волинської області. У 1961 році, вперше після 3-річної перерви, виграють чемпіонат Волинської області. Наступного року «Зеніт» в обласних змаганнях вперше у власній історії виграє «золотий дубль» (перемоги як у чемпіонаті так і в кубку області). Виступав чемпіон області й у матчах плей-оф за право виходу до Класу «Б», проте 4 та 6 листопада володимрці з рахунком 1:2 та 0:2 відповідно поступилися луцькій «Волині». У 1963 році «Зеніт» вдруге поспіль стає володарем «золотого дубля» Волинської області. Того ж року володимирці знову грали перехідні матчі за право виходу до класу «Б» в якому одного разу обіграли (1:0) луцьку «Волинь» та ще одного разу зіграли внічию (3:3). За спортивним принципом Волинську область у змаганнях команд-майстрів наступного сезону повинен був представляти «Зеніт», проте керівництво області вирішило залишити у Класі «Б» «Волинь». Причиною відмови від участі у Класі «Б» стала невідповідність міського стадіону вимогам для проведення матчів серед команд-майстрів. У 1964 році рішенням обласного керівництва «Зеніт» одразу було делеговано від Волинської області в чемпіонаті УРСР серед КФК, тому в обласному чемпіонаті вони не виступали. Проте в обласному кубку армійці зіграли й стали його переможцями. 
У 1965 році «Зеніт» стартував у чемпіонаті області, проте до кінця турніру не дограв. По ходу сезону до луцької «Волині» відправили 9-х гравців до складу «Волині», після чого керівництво «армійського» клубу не побачило перспектив у подальшому розвитку команди й команду розформували.

## Досягнення
- Чемпіонат Волинської області
  -  Чемпіон (5): 1956, 1957, 1961, 1962, 1963
  -  Срібний призер (5): 1949, 1950, 1951, 1959, 1960

- Кубок Волинської області
  -  Володар (4): 1952, 1962, 1963, 1964

## Відомі футболісти
- Альберт Мікоян
- Григорій Кузнецов
- Борис Голей